# Larry LeGaspi
Larry LeGaspi (25 de junho de 1950 - 26 de abril de 2001) foi um estilista americano mais conhecido por criar designs exclusivos usados por Labelle, Kiss, Grace Jones, George Clinton e Funkadelic, Divine e outros notáveis nas décadas de 1970 e 1980. 

## Primeiros anos e carreira
Legaspi nasceu em Lakewood Township, Nova Jersey, e frequentou o Fashion Institute of Technology na cidade de Nova York. Posteriormente, ele abriu seu próprio estúdio e boutique, Moonstone, onde vendia seus estilos futuristas inspirados em Art Deco em um espaço decorado com motivos de lua e estrelas.  
Em 1972, ele começou a desenhar figurinos para os membros do Labelle, que conheceu após um de seus shows em Nova York. Ele criou variações distintas do que descreveu como seu "conceito futurista" para cada cantor, repleto de designs metálicos expressando sua crença de que a moda dos anos 1970 logo abraçaria um estilo "Space Deco" ressonante com os motivos dos anos 1930. Os designs de LeGaspi teriam uma grande influência no figurino da indústria musical e na cultura popular dos anos 1970, principalmente em sua criação dos figurinos usados pela banda Kiss.  Dentro da indústria da moda, a popularidade do mercado de massa de designs futuristas após Guerra nas Estrelas e a ascensão da discoteca foi vista como o cumprimento da visão de LeGaspi no início da década.  
LeGaspi também criou figurinos para apresentações de teatro e clubes, como os figurinos para a peça Pork de Divine e os designs de Grace Jones em seu número de boate dos anos 1970.   O trabalho de LeGaspi no palco foi visto pelo músico afro-futurista George Clinton, que contou à Vogue que "Eu assisti muitas dessas peças, e quando fizemos o álbum Mothership Connection pela primeira vez em 1975, eu sabia que tinha que pegar o figurino de Larry LeGaspi, que era um famoso figurinista da Broadway e de bandas como Kiss e Labelle.” Juntamente com seus designs icônicos para Labelle, Kiss e Clinton, seu trabalho para o palco e eventos sociais incorporou uma série de elementos que pressagiaram desenvolvimentos posteriores no design de moda mainstream, incluindo uma mistura de futurismo metálico com primalismo de couro preto, a integração de tecnologia eletrônica, designs que podem se transformar em diferentes looks, o uso de elementos extravagantes do figurino em trajes pessoais e androginia estilizada. 

## Influência
O estilista Rick Owens atribui o trabalho de LeGaspi como inspiração para sua própria carreira e celebrou LeGaspi em sua coleção de moda masculina outono / inverno 2019 "Larry", exibida em fevereiro de 2019.   De acordo com Owens, a importância de LeGaspi na moda e na cultura decorre de sua criação do estilo prateado e preto dos anos 1970, combinando Art Deco, ficção científica, cultura black soul e sexualidade, uma sensibilidade subversiva que o trabalho de LeGaspi para músicos como LaBelle e Kiss levou para o centro da América. Além de sua coleção inspirada em LeGaspi, Owens também escreveu um livro sobre LeGaspi publicado por Rizzoli em setembro de 2019, intitulado LeGaspi: Larry LeGaspi, os anos 70 e o futuro da moda. 

## Vida pessoal
LeGaspi era casado com Valerie Arnoff. Ele era amigo de Divine e fazia parte do grupo de amigos conhecido como a "família de Nova York" de Divine.
LeGaspi morreu de AIDS em 2001. Ao revisar a coleção Larry de Owens, o crítico de estilo e cultura do New York Times, Guy Trebay, descreveu a homenagem a LeGaspi, que "exerceu uma influência descomunal na cultura pop", mas foi indevidamente negligenciado nos últimos anos como um poderoso lembrete de toda a geração de designers perdidos devido à doença, mas merecedores de reconhecimento contemporâneo.